# William Paton Ker
William Paton Ker, född den 30 augusti 1855 i Glasgow, död den 17 juli 1923, var en skotsk litteraturhistoriker.
Ker var professor i engelska språket och litteraturen i Cardiff 1883–1889, i London 1889–1920 och sedan innehavare av professuren i poesi vid Oxfords universitet. Bland hans skrifter märks studier över medeltidens litteratur och Sturla the historian (1906). Ker främjade i hög grad de nordiska studierna vid universiteten i England.